# Belizeana
Belizeana — монотиповий рід грибів порядку Dothideales із нез'ясованим до кінця систематичним положенням. Назва вперше опублікована 1987 року.

## Класифікація
До роду Belizeana відносять 1 вид:
- Belizeana tuberculata

## Поширення та середовище існування
Знайдений на мертвій деревині Laguncularia racemosa в Белізі.